# إيمانويل زانيني
إيمانويل زانيني (بالإيطالية: Emanuele Zanini)‏ هو مدرب رياضي إيطالي، ولد في 15 أبريل 1965 في سان جيوفاني ديل دوسو في إيطاليا.